# Hasselblad center
O Hasselblad center – literalmente Centro Hasselblad - é um local de exposições da Fundação Hasselblad, albergado no interior do Museu de Arte de Gotemburgo (Göteborgs Konstmuseet), localizado na cidade sueca de Gotemburgo .